# Equinor
Equinor ASA (до 2018 года — Statoil ASA) — государственная норвежская международная энергетическая компания. Штаб-квартира — в городе Ставангер, Норвегия.
Основана в 1972 году по решению норвежского парламента (стортинга) как государственная компания. Название — от англ. State's oil (государственная нефть).
В 2002 году компания была преобразована в публичную и частично приватизирована, получив листинг на фондовых биржах Осло и Нью-Йорка. В списке крупнейших компаний мира Forbes Global 2000 за 2022 год заняла 70-е место (98-е по размеру выручки, 100-е по чистой прибыли, 283-е по активам и 111-е по рыночной капитализации).

## История
Equinor происходит от трех основных норвежских нефтяных компаний Statoil, Norsk Hydro и Saga Petroleum (последние две объединены в 1999 году).

### Statoil
Den Norske Stats Oljeselskap A/S (международное название — Statoil) была основана в качестве государственной нефтедобывающей компании 14 июля 1972 года норвежским стортингом. История норвежской нефти началась в 1962 году, когда Phillips Petroleum (современная ConocoPhillips) подала заявку на геологоразведку на континентальном шельфе у берегов Норвегии; выдача лицензий началась в 1965 году при условии получения Норвегией половины добычи нефти и газа. Бурение скважин началось в 1966 году, а в 1968 году была найдена первая нефть, в 1969 году было открыто крупное месторождение Экофиск. Statoil выступала партнёром во всех разработках нефти и газа иностранными компаниями в территориальных водах Норвегии. С 1975 года Норвегия стала экспортёром нефти. Во второй половине 1970-х годов компания начала прокладку нефте- и газопроводов от мест добычи в Норвегию и Великобританию, в 1978 году был построен нефтехимический завод. Месторождение Гуллфакс стало первым, разработку которого осуществляли только норвежские компании, Statoil, Saga и Norsk Hydro; первую нефть оно дало в 1987 году. Также в 1987 году у Mobil была выкуплена доля в одном из крупнейших морских нефтегазовых месторождений Статфьорд. К этому времени Statoil стала крупнейшей компанией Норвегии, на неё приходилось 10 % ВВП страны, компания создала дочерние компании в Швеции и Дании.
Падение цен на нефть в 1986 году совпало со значительным перерасходом средств на строительство НПЗ Монгстад, что привело к кризису в компании, весь совет директоров был отправлен в отставку. В конце 1980-х годов компания начала развивать сеть собственных автозаправок, к 1991 году их было 1600 в Норвегии, Швеции и Дании. В 1990-х годах были проложены газопроводы в Германию и Францию, Statoil начала нефтедобычу в Анголе, Китае, США и Азербайджане, было открыто ещё несколько месторождений на норвежском шельфе, в 2000 году началась эксплуатация месторождения Асгард.
Компания была приватизирована в 2001 году, её акции начали котироваться на фондовой бирже Осло и на Нью-Йоркской фондовой бирже. В 2003 году разразился коррупционный скандал — было установлено, что компания заплатила взятку 15,2 млн долларов за получение права участвовать в разработке иранского месторождения Северное/Южный Парс; председатель и CEO подали в отставку.

### Norsk Hydro и Saga Petroleum
Norsk Hydro была основана в 1905 году как частная компания по производству удобрений, после Второй мировой войны государство приобрело контрольный пакет акций компании, и сфера деятельности была существенна расширена. В конце 1960-х годов Norsk Hydro совместно с Elf Aquitaine и другими компаниями начала разведку нефти и газа в Северном море. В 1999 году Hydro приобрела третью по величине нефтедобывающую компанию Норвегии Saga Petroleum.

### Слияние
В декабре 2006 года советы директоров компаний Norsk Hydro и Statoil приняли решение об объединении своих нефтегазовых активов. 1 октября 2007 года сделка по объединению была завершена, и новая компания получила название — StatoilHydro. Акционеры Statoil получили 67,3 % в объединённой компании, владельцы бумаг Norsk Hydro — 32,7 %. Крупнейшим совладельцем новой компании стало государство Норвегии, которое получило около 62,5 % акций. Руководителем объединённой компании стал глава Statoil Хельге Лунд, а председателем совета директоров — глава Hydro Эйвинд Рейтен. В 2009 году название было упрощено до Statoil ASA.
30 апреля 2015 года Statoil закрыла сделку по продаже своей доли (15,5 %) в азербайджанском проекте «Шах-Дениз» малайзийской компании Petronas; Statoil участвовала в проекте с 2003 года.

## Собственники и руководство
С 5 марта 2009 года норвежскому государству принадлежит 67,0 % акций Equinor. Государственным пакетом акций Equinor с июня 2021 года управляет министерство торговли, промышленности и рыбного промысла (до этого — министерство нефти и энергетики Норвегии.
- Йон Эрик Рейнхардсен (Jon Erik Reinhardsen, род. в 1956 году) — председатель совета директоров с 1 сентября 2017 года. С 2008 по 2017 год возглавлял норвежскую компанию Petroleum Geo-Services[англ.] (разведка месторождений нефти), с 2005 по 2008 год работал в Alcoa, а начинал карьеру в Aker Solutions.
- Андерс Опедал (Anders Opedal, род. в 1968 году) — президент и главный исполнительный директор с 2 ноября 2020 года, в компании с 1997 года.

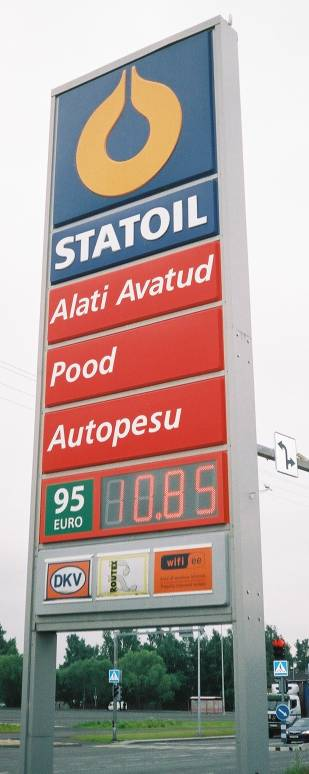
Вывеска АЗС Statoil в Эстонии

## Деятельность
Equinor — крупнейшая компания в Норвегии, а также крупнейшая нефтяная компания Северной Европы. Компания является одним из крупнейших поставщиков сырой нефти на мировом рынке, а также одним из крупнейших поставщиков природного газа на европейский рынок. Equinor обеспечивает около 60 % шельфовой добычи углеводородов Норвегии. Добыча ведётся на месторождениях Glitne, Гуллфакс, Хейдрун, Huldra, Кристин, Kvitebjørn, Mikkel, Норн, Ормен Ланге, Усеберг, Слейпнер, Снурре, Снёвит, Статфьорд, Sygna, Tordis, Тролль, Veslefrikk, Vigdis, Visund, Volve и Асгард.
Также добыча сырья ведётся в таких странах как Алжир, Ангола, Азербайджан, Аргентина, Бразилия, Великобритания, Ирландия, Канада, Ливия, Нигерия, Россия и США. В 2014 году на зарубежные проекты пришлось 39 % добычи нефти и газа Statoil. Нефтеперерабатывающие заводы имеются в Норвегии и на Багамских островах.
Норвежской компании принадлежит нефтеперерабатывающий завод в Дании (Монгстад) производительностью 226 тыс. баррелей в сутки. Также Statoil является участником нескольких трубопроводных проектов, среди которых нефтепровод Баку — Тбилиси — Джейхан. На компанию приходится 59 % экспорта норвежской нефти и 70 % экспорта газа.
Компании принадлежит завод по производству сжиженного природного газа «Hammerfest», расположенный в Норвегии.
22 декабря 2023 года компания продала свои активы в Азербайджане, в том числе свою долю в проекте Азери — Чираг — Гюнешли в размере 7,27 % ГНКАР. 29 ноября 2024 года ONGC Videsh Limited приобрела у Equinor 0,615% доли в Азери — Чираг — Гюнешли. Совместно с  приобретением ONGC BTC у Equinor 0,737% доли в нефтепроводе Баку — Тбилиси — Джейхан сумма обеих сделок составила около 60 млн долл. Сумма всех трёх сделок составила 745 млн долл. Equinor заявила, что получила убыток от продажи в размере 400 млн долл., так как проданные активы являются дороже цены продажи. Продажа доли связана с оптимизацией деятельности компании.
Доказанные запасы углеводородов на конец 2021 года составляли 5,356 млрд баррелей в нефтяном эквиваленте. Уровень добычи углеводородов составлял 2,079 млн баррелей в нефтяном эквиваленте в сутки. Себестоимость добычи — 5,4 доллара за баррель, средняя цена реализации — 70,7 долларов за баррель.
Выручка за 2021 год составила 88,7 млрд долларов, из них 79 % пришлось на Норвегию, 14 % — на США, 5 % — на Данию.
Основные подразделения по состоянию на 2021 год:
- Нефтедобыча в Норвегии — добыча нефти и газа в Баренцевом, Норвежском и Северном морях в территориальных водах Норвегии; 1,364 млн баррелей в сутки (643 тыс. баррелей нефти и 115 кубометров газа); выручка 39,2 млрд долларов;
- Международная нефтедобыча — добыча нефти и газа в 12 странах, ещё в 3 геологоразведка; 246 тыс. баррелей в сутки, из них 207 тыс. баррелей нефти, выручка 5,6 млрд долларов;
- Нефтедобыча в США — добыча нефти и газа на территории США и в Мексиканском заливе; 321 тыс. баррелей в сутки, из них 128 тыс. баррелей нефти, выручка 4,1 млрд долларов;
- Нефтепереработка и маркетинг — выручка 87,4 млрд долларов;
- Возобновляемая энергетика — морские ветряные электростанции в Норвегии, Великобритании, Германии, Польше, США, солнечная электростанция в Аргентине; производство электроэнергии составило 1562 ГВт-часов, выручка 1,4 млрд долларов;
- Проекты и бурение — выручка 0,5 млрд долларов.

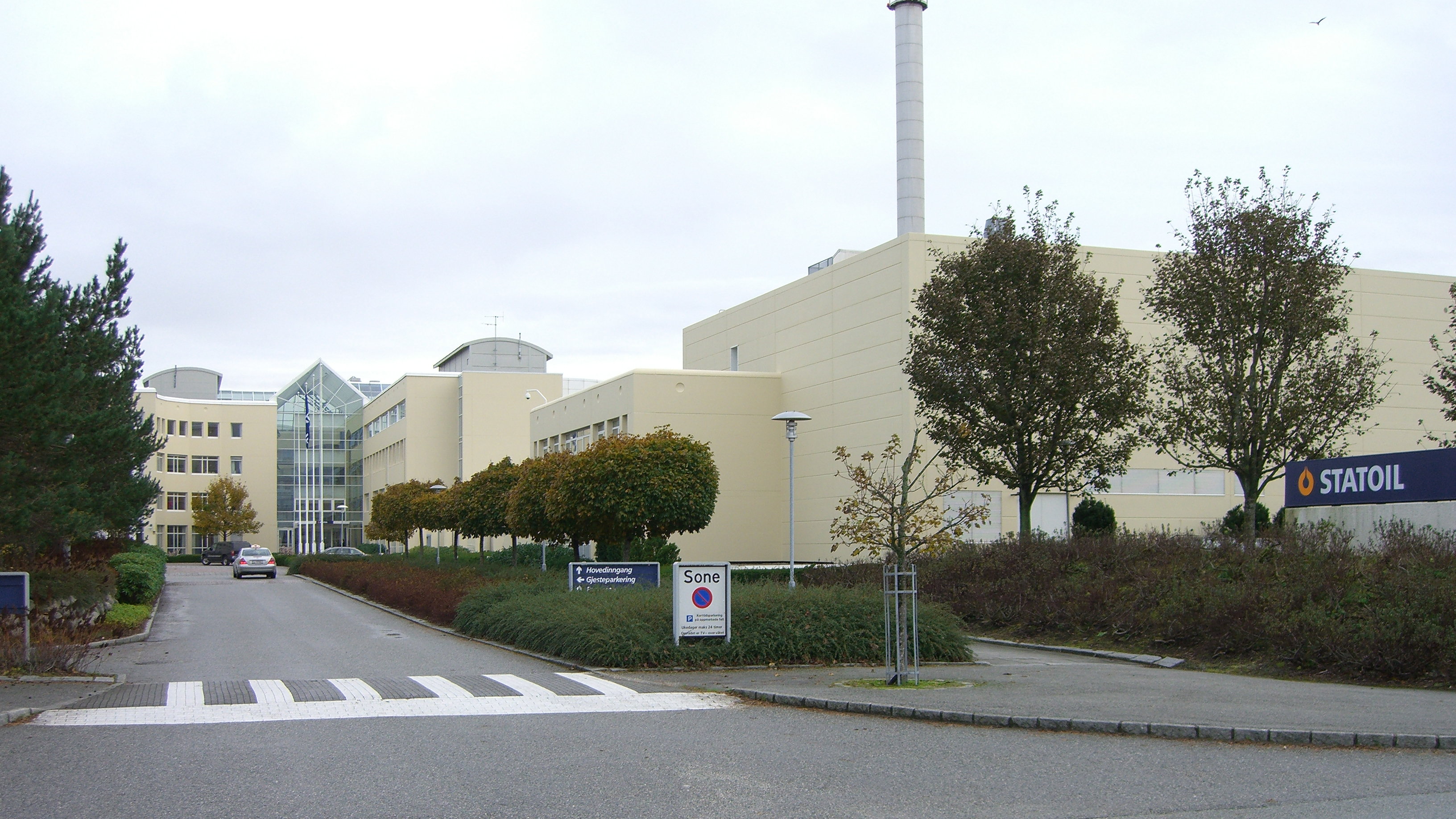
Один из офисов Statoil

|                     | 2012  | 2013  | 2014  | 2015   | 2016   | 2017  | 2018  | 2019  | 2020   | 2021  |
| ------------------- | ----- | ----- | ----- | ------ | ------ | ----- | ----- | ----- | ------ | ----- |
| Оборот              | 123,7 | 108,3 | 99,26 | 59,64  | 45,87  | 61,19 | 79,59 | 64,36 | 45,82  | 88,74 |
| Чистая прибыль      | 12,23 | 6,713 | 3,887 | -5,169 | -2,902 | 4,598 | 7,538 | 1,851 | -5,496 | 8,566 |
| Активы              | 140,9 | 145,6 | 132,7 | 109,7  | 104,5  | 111,1 | 112,5 | 119,9 | 124,8  | 147,1 |
| Собственный капитал | 57,47 | 58,51 | 51,28 | 40,31  | 35,10  | 39,89 | 42,99 | 41,16 | 33,89  | 39,01 |

### Equinor в России
В сентябре 2005 года российская газовая монополия «Газпром» выбрала пять компаний — норвежские Statoil и Norsk Hydro, французский Total, американские Chevron и ConocoPhillips — в качестве кандидатов на партнёрство в освоении шельфового Штокмановского газоконденсатного месторождения. Однако 9 октября 2006 года «Газпром» объявил, что он сам будет недропользователем месторождения.
В начале мая 2012 года Statoil подписала крупное соглашение о совместной разработке месторождений углеводородов с российской компанией «Роснефть». Соглашение предусматривает совместную разработку Персеевского участка в Баренцевом море и трёх участков в Охотском море — Лисянского, Кашеваровского и Магадан-1, причём доля норвежцев в СП, как предполагалось, составит 33,33 %. Также предусматривается вхождение «Роснефти» в проекты у берегов Норвегии. Совокупный объём инвестиций в проекты оценивался в $35-40 млрд в Баренцевом море и $30-60 млрд в Охотском море.
Экологическая организация Гринпис выступила с жесткой критикой совместного арктического проекта корпораций Statoil и «Роснефть». По оценкам экспертов Гринпис, нефть арктического шельфа слишком дорогая, а её запасов хватит всего лишь на 3 года; в мире не существует эффективных методов уборки нефтепродуктов во льдах — так что в случае аварии флора и фауна Арктики будут обречены на гибель. В связи с этим в апреле-мае 2013 года экологическая организация Гринпис проводила сбор подписи против совместного проекта Statoil-«Роснефть».
24 января 2019 года Equinor купила 33,33 % «Севкомнефтегаз», дочерней компании «Роснефти».
В феврале 2022 года Equinor объявила о выходе из совместных предприятий на территории Российской Федерации, а также о замораживании инвестиций в местную экономику в связи с военным вторжением России на Украину. А в марте о полном отказе от торговли российской нефтью.

## Дочерние компании
Основные дочерние компании и совместные предприятия по состоянию на 2021 год:
- Аргентина: Bandurria Sur Investment SA (50 %)
- Бразилия: Equinor Brasil Energia Ltda.; Equinor Energy do Brasil Ltda.
- Великобритания: Equinor UK Ltd. (Group); Hywind (Scotland) Ltd. (75 %); SCIRA Offshore Energy Ltd. (40 %)
- Германия: AWE-Arkona-Windpark Entwicklungs-GmbH (25 %)
- Дания: Danske Commodities A/S; Equinor Danmark (Group)
- Ирландия: Equinor Energy Ireland Ltd.
- Канада: Equinor Canada Ltd. (Group)
- Норвегия: Equinor Angola Block 15 AS; Equinor Angola Block 17 AS; Equinor Angola Block 31 AS; Equinor New Energy AS; Equinor Refining Norway AS; Equinor Apsheron AS; Equinor Russia Holding AS; Equinor Russia AS; Equinor Argentina AS; Equinor BTC (Group); Equinor Ventures AS; Equinor Dezassete AS; Statholding AS (Group); Equinor Energy AS; Statoil Kharyaga AS; Equinor Wind Power AS; Equinor Energy International AS; Equinor In Amenas AS; Equinor In Salah AS; Equinor Insurance AS
- Нигерия: Equinor Nigeria Energy Company Ltd.
- Нидерланды: Equinor Holding Netherlands BV; Equinor International Netherlands BV
- Россия: AngaraOil LLC (49 %); SevKomNeftegas LLC (33 %)
- США: Equinor Natural Gas LLC; Equinor Wind US LLC; Equinor US Holding Inc. (Group)